# Pilos (Élide)

Mapa con la situación de algunas de las ciudades de la antigua Élide. Pilos, que no hay que confundir con otras ciudades del mismo nombre, se ubicaba al este de Élide.

Pilos (en griego, Πύλος) es el nombre de una antigua ciudad griega de Élide, en el distrito de Élide Cava. Hay que distinguirla de otras dos ciudades que tenían su mismo nombre del Peloponeso.
Su fundador, según la mitología griega, fue Pilo, hijo de Clesón, que fundó primero Pilos de Mesenia pero luego fue expulsado por Neleo y por los pelasgos y se retiró a Pilos de Élide. En otro episodio de la mitología, Pilos de Élide formó parte de la alianza de las ciudades de Élide y Pisa contra un ejército de tebanos, arcadios y argivos dirigidos por Heracles. Pausanias sitúa las ruinas de Pilos de Élide a 80 estadios de la ciudad de Élide.
Estrabón señala que se encontraba al pie del monte Escolio, entre la desembocadura del río Peneo y la del Seleente. Había algunos que defendían que esta Pilos podía ser la patria de Néstor porque en sus inmediaciones había un lugar llamado Genero, un río Geronte y otro río llamado Geranio y por ello opinaban que el epíteto Gerenio que se aplica a Néstor procedía de allí, pero Estrabón argumenta que no era posible que fuera la Pilos de Néstor debido a la incompatibilidad de su situación con el relato de la Odisea XV,295-298 y con el relato que hace Néstor de la guerra entre pilios y eleos en la Ilíada XI,670.
Demetrio de Escepsis la localizaba en una zona costera; sin embargo, otros la localizaban en un lugar situado a unos 15 km de Élide, en el interior, en la confluencia de los ríos Peneo y Ladón.
En el año 365 a. C., Pilos fue tomada por exiliados de Élide, apoyados por algunos  arcadios.